# Нувара-Элия (округ)
Нувара-Элия (синг. නුවරඑළිය දිස්ත්‍රික්කය, там. நுவரேலியா மாவட்டம்) — один из 25 округов Шри-Ланки. Входит в состав Центральной провинции страны. Административный центр — город Нувара-Элия. Площадь округа составляет 1741 км².
Население округа по данным переписи 2001 года составляет 703 610 человек. 50,57 % населения составляют индийские тамилы; 40,17 % — сингальцы; 6,55 % — ланкийские тамилы; 2,35 % — ларакалла; 0,15 % — малайцы; 0,09 % — бюргеры и 0,12 % — другие этнические группы. 50,10 % населения исповедуют индуизм; 39,67 % — буддизм; 6,51 % — христианство и 2,71 % — ислам.